# Begasy-Dandybai-Kultur
| Prähistorische Kulturen Russlands |                         |
| Mittelsteinzeit                   |                         |
| Kunda-Kultur                      | 7400–6000 v. Chr.       |
| Jungsteinzeit                     |                         |
| Bug-Dnister-Kultur                | 6500–5000 v. Chr.       |
| Dnjepr-Donez-Kultur               | 5500–4000 v. Chr.       |
| Sredny-Stog-Kultur                | 4500–3500 v. Chr.       |
| Jekaterininka-Kultur              | 4300–3700 v. Chr.       |
| Kammkeramische Kultur             | 4200–2000 v. Chr.       |
| Fatjanowo-Kultur                  | um 2500 v. Chr.         |
| Kupfersteinzeit                   |                         |
| Nordkaspische Kultur              |                         |
| Kurgankultur                      | 5000–3000 v. Chr.       |
| Samara-Kultur                     | um 5000 v. Chr.         |
| Chwalynsk-Kultur                  | 5000–4500 v. Chr.       |
| Botai-Kultur                      | 3700–3100 v. Chr.       |
| Jamnaja-Kultur                    | 3600–2300 v. Chr.       |
| Afanassjewo-Kultur                | 3500–2500 v. Chr.       |
| Ussatowe-Kultur                   | 3300–3200 v. Chr.       |
| Glaskowo-Kultur                   | 3200–2400 v. Chr.       |
| Bronzezeit                        |                         |
| Poltavka-Kultur                   | 2700–2100 v. Chr.       |
| Potapovka-Kultur                  | 2500–2000 v. Chr.       |
| Katakombengrab-Kultur             | 2500–2000 v. Chr.       |
| Abaschewo-Kultur                  | 2500–1800 v. Chr.       |
| Sintaschta-Kultur                 | 2100–1800 v. Chr.       |
| Okunew-Kultur                     | um 2000 v. Chr.         |
| Samus-Kultur                      | um 2000 v. Chr.         |
| Andronowo-Kultur                  | 2000–1200 v. Chr.       |
| Susgun-Kultur                     | um 1700 v. Chr.         |
| Srubna-Kultur                     | 1600–1200 v. Chr.       |
| Kolchis-Kultur                    | 1700–600 v. Chr.        |
| Begasy-Dandybai-Kultur            | um 1300 v. Chr.         |
| Karassuk-Kultur                   | um 1200 v. Chr.         |
| Ust-Mil-Kultur                    | um 1200–500 v. Chr.     |
| Koban-Kultur                      | 1200–400 v. Chr.        |
| Irmen-Kultur                      | 1200–400 v. Chr.        |
| Spätirmen-Kultur                  | um 1000 v. Chr.         |
| Plattengrabkultur                 | um 1300–300 v. Chr.     |
| Aldy-Bel-Kultur                   | 900–700 v. Chr.         |
| Eisenzeit                         |                         |
| Baitowo-Kultur                    |                         |
| Tagar-Kultur                      | 900–300 v. Chr.         |
| Nosilowo-Gruppe                   | 900–600 v. Chr.         |
| Ananino-Kultur                    | 800–300 v. Chr.         |
| Tasmola-Kultur                    | 700–300 v. Chr.         |
| Gorochowo-Kultur                  | 600–200 v. Chr.         |
| Sagly-Baschi-Kultur               | 500–300 v. Chr.         |
| Jessik-Beschsatyr-Kultur          | 500–300 v. Chr.         |
| Pasyryk-Stufe                     | 500–300 v. Chr.         |
| Sargat-Kultur                     | 500 v. Chr.–400 n. Chr. |
| Kulaika-Kultur                    | 400 v. Chr.–400 n. Chr. |
| Tes-Stufe                         | 300 v. Chr.–100 n. Chr. |
| Schurmak-Kultur                   | 200 v. Chr.–200 n. Chr. |
| Taschtyk-Kultur                   | 100–600 n. Chr.         |
| Tschernjachow-Kultur              | 200–500 n. Chr.         |

Die Begasy-Dandybai-Kultur war eine archäologische Kultur der späten Bronzezeit. 
Sie war in der zweiten Hälfte des 2. Jahrtausends v. Chr. in den Steppen und Halbwüsten des zentralen Kasachstan verbreitet. Ihr ging eine lokale Ausprägung des Kulturkreises der Andronowo-Kultur voraus. Ihre Keramik hebt sich von der Ware der vorangehenden Epoche deutlich ab: es finden sich insbesondere Töpfe mit S-förmigem Profil und flaschenartige Gefäße. Die Verzierung der Keramik erfolgte durch Wulstzier, Kleeblattmotive und – hier zeigt sich eine Tradition aus der Andronowo-Kultur – schraffierte geometrische Muster.
Trotz des sehr ariden Klimas waren die Träger der Begasy-Dandybai-Kultur wie ihre Vorgänger sesshaft; entsprechend sind einige Siedlungsplätze bekannt (siehe Buguly I). Sie lagen oft auf Flussterrassen und umfassten in seltenen Fällen mehrere Dutzend meist einräumige Häuser. Diese hatten einen rechteckigen Grundriss und maßen durchschnittlich 6 × 15 m und waren teilweise ebenerdig, teilweise eingetieft. Ihre Wände bestanden aus einer Pfostenkonstruktion, die mit senkrechten Steinplatten verstärkt werden konnte. Tierknochenfunde zeigen, dass die Haltung von Rind, Schaf, Ziege, Kamel und Pferd die Wirtschaft der Begasy-Dandybai-Kultur dominierte; die Jagd war hingegen nur von untergeordneter Bedeutung. Landwirtschaft lässt sich nicht eindeutig nachweisen, jedoch könnten einige Dammanlagen zur Bewässerung von Feldern gedient haben. Es finden sich daneben auch Belege für Kupferabbau und Bronzemetallurgie.
Die Toten wurden in rechteckigen Grabgruben, teilweise auch in Steinkisten, und in Hockerlage beigesetzt. Anschließend wurde das Grab mit einer rechteckigen Steineinfriedung umgeben; teilweise wurde auch ein kurganartiger Hügel aufgeschüttet. In einigen Nekropolen finden sich auch mausoleenartige Steinbauten mit hölzernem Aufbau; die verhältnismäßig reichen Grabbeigaben zeigen, dass hier Angehörige einer Oberschicht bestattet wurden. Dementsprechend hatten sich in der Begasy-Dandybai-Kultur also Ansätze einer sozialen Hierarchie herausgebildet, was einen deutlichen Unterschied zur Andronowo-Kultur darstellt.
Auf die Begasy-Dandybai-Kultur folgte möglicherweise mit einer gewissen zeitlichen Distanz die Tasmola-Kultur, deren Träger nicht mehr sesshaft, sondern Reiternomaden waren.